# Villa Emma Hamilton

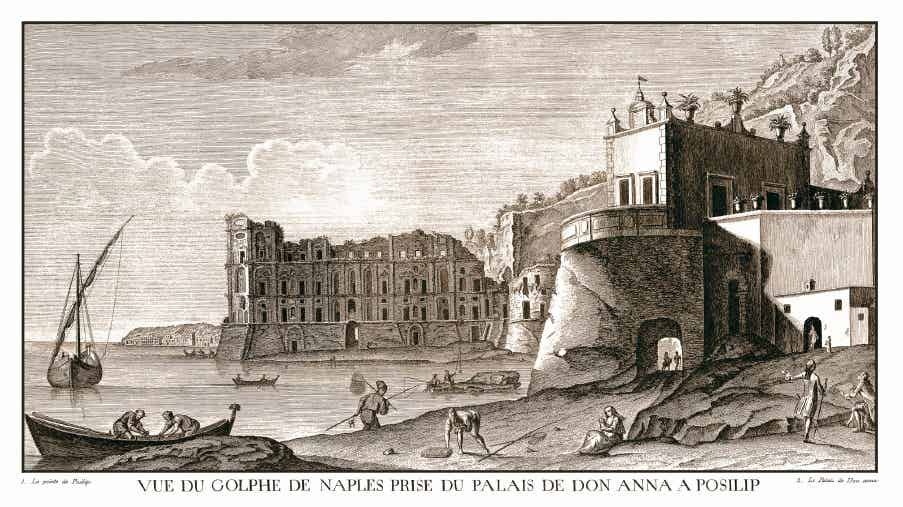
Vue du Golphe de Naples prise du Palais de Don Anna a Posilip, Radierung von Étienne Giraud (1771)

Die Villa Emma Hamilton (auch Villa Emma oder Villa Hamilton genannt) ist ein Landhaus aus dem 18. Jahrhundert im Viertel Posillipo von Neapel in der italienischen Region Kampanien. Es liegt in der Via Posillipo, 15–17.

## Geschichte und Beschreibung
Anfangs war die Villa ein „Casino“, das vor dem Palazzo Donn’Anna errichtet wurde; auf der Karte des Duca di Noja ist sie als „Cas. del Mappinola“ bezeichnet.
In den Jahren 1784/1785 wurde die Villa Eigentum von William Hamilton. Mit der Ankunft seiner zweiten Gattin, Emma Lyon, 1786 erhielt die Villa den Namen „Villa Emma“.
Das Landhaus an der Via Posillipo befindet sich auf einem Felsvorsprung aus Tuffstein über dem Bagno Elena, dem alten Strand des Palazzo Donn’Anna. In dem Felsvorsprung ist eine Galerie eingebaut, die zum Palazzo Donn’Anna führt; diese Galerie wurde später geschlossen und wird als Bootshaus genutzt.
Im ersten Obergeschoss des Landhauses befindet sich eine halbrunde Terrasse, von der aus man einen Blick über den Golf von Neapel hat; flankiert ist sie von zwei weiteren Terrassen, die schön in früherer Zeit in einen Garten mit Pergola umgewandelt oder einfach mit Vasen dekoriert wurden. Ein Teil der Villa wurde später durch den Bau der Via Posillipo zerstört.
Ein 1791–1794 geschaffener verkleinerter Nachbau des Hauses befindet sich auf der Felseninsel Stein im Wörlitzer Park in Sachsen-Anhalt.